# Sarracenia flava
Sarracenia flava, conocida comúnmente como planta carnívora amarilla, es una planta carnívora de la familia de las Sarraceniaceae. Como las demás Sarraceniaceae, es nativa de la costa este de Estados Unidos y sus ejemplares se extienden desde el sur de Alabama, pasando por la Florida y Georgia, hasta las llanuras costeras de Virginia y Carolina de Sur.

## Descripción
La planta carnívora amarilla atrapa insectos utilizando una hoja enrollada, que es de un color vibrante, y que forma un tubo vertical hasta de un metro de altura (aunque 50 cm de longitud es lo usual). La hoja tiene forma de jarra o tubo que en la parte superior forma una tapa u opérculo, lo que evita que la lluvia entre a la jarra y diluya las secreciones digestivas existentes en su interior. 
Como otras plantas del género Sarracenia, la planta carnívora amarilla atrae a los insectos con sus vibrantes colores (amarillo y rojo comúnmente) y luego los atrapa con el opérculo, una hoja localizada en el centro de la planta. El opérculo también se puede ensanchar para formar una tapa (especialmente en temporadas lluviosas) para evitar el exceso agua en la planta y la dilución de las enzimas digestivas. Algunas tienen una capa de pelos cortos y rígidos que apuntan hacia abajo para guiar al insecto que se posa en la parte superior de la planta. También suelen tener patrones como los de las flores, con marcas de antocianinas (particularmente S. flava var. rugelii y S. flava var. ornata), estos la hacen más atractiva a sus posibles presas.
 

La abertura de la planta se flexiona para formar un "rollo de néctar" o peristoma, cuya superficie está tachonada de glándulas secretoras de néctar. Además del azúcar, el néctar de esta planta contiene alcaloide cicutina (una toxina que también se halla en las conium), este ayuda a intoxicar a sus víctimas. Las presas que entran al tubo difícilmente salen, pues la secreciones cerosa y suaves que este contiene hace que los insectos pierdan el equilibrio y caigan al fondo (donde una combinación de líquido digestivo, agentes humectantes y pelos imposibilitaran su escape). 

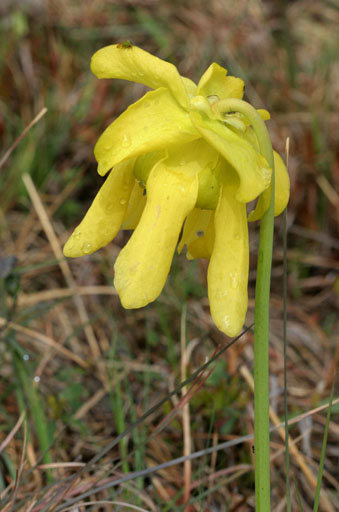
Flor de una Sarracenia Flavia.

Se ha descubierto que algunos insectos grandes (como las avispas) en algunas ocasiones han logrado escapar del interior de esta planta, masticando y abriéndose paso a través del tubo. 
En primavera la planta produce grandes flores simétricas, de pétalos amarillos que cuelgan de la planta en forma de paraguas. El estigma de la flor se encuentra en las puntas. Los insectos polinizadores generalmente ingresan a la flor desde arriba, forzando su camino hacia la cavidad entre los pétalos y el "paraguas", depositando el polen que llevan en los estigmas cuando entran. Los polinizadores generalmente salen de la flor, habiendo sido espolvoreado con el propio polen de la planta, este sistema unidireccional ayuda a asegurar la polinización cruzada. A finales del verano y el otoño, la planta deja de producir hojas carnívoras y, en cambio, produce filodios no carnívoros. Esta es probablemente una adaptación a los bajos niveles de luz y la escasez de insectos durante los meses de invierno. 
La planta es fácil de cultivar y es una de las plantas carnívoras más populares en la horticultura. Esta se hibrida fácilmente con otros miembros del género Sarracenia. Las otras especies de estas son fácilmente encontradas en la naturaleza y también son popular entre los coleccionistas.

## Taxonomía
Sarracenia Flava fue descrita por Carlos Lineo y publicada en Species Plantarum en 1753.

#### Etimología
- Sarracenia: nombre genérico dado en honor del médico francés Michel Sarrasin, una naturalista y coleccionista de plantas en Quebec. Hay otra versión, que sin embargo, sostiene que el nombre de esta planta deriva de Jean Antoine Sarrasin, quien era traductor de las obras de Dioscórides.
- flava: epíteto de origen latino que significa "amarillento" o de "de color amarillo".[6]

#### Sinonimia
- Sarracenia gronovii var. flava (L.), por Alphonso Wood.